# Ci vuole molto coraggio
Ci vuole molto coraggio è un singolo del gruppo musicale italiano Ex-Otago, pubblicato il 7 aprile 2017 come quinto estratto dal quinto album in studio Marassi.
Il brano ha visto la partecipazione del rapper Caparezza.